# Красношлик Ганна Сергіївна
Ганна Сергіївна Красношлик (нар. 6 березня 1996;) — українська дайверка. Срібна призерка II Юнацьких Олімпійських ігор (2014). Срібна призерка чемпіонату Європи з водних видів спорту в Лондоні (2016). Чемпіонка України. Майстер спорту України.

## Біографія
Студентка Національного університету фізичного виховання і спорту України.

### Спортивна кар'єра
Перший тренер — Тетяна Ігнатова.
Заявлена у складі збірної України на літні Олімпійські ігри в Ріо-де-Жанейро.